# Поділля (Вознесенський район)
Поді́лля (до 1944 — Ленінталь) — село в Україні, у Веселинівській селищній громаді Вознесенського району Миколаївської області. Населення становить 835 осіб. Колишній орган місцевого самоврядування — Подільська сільська рада.
7 (20) листопада 1917 року, відповідно до Третього Універсалу Української Центральної Ради, увійшло до складу Української Народної Республіки.  
Є школа, де навчаються діти з 1 класу по 11 клас, також на території школи є спортивний майданчик, де діти мають змогу на перерві побігати. Є сільська бібліотека, де розміщені два комп'ютери, з вільним доступом до мережі Інтернет, де діти мають змогу знайти будь-яку інформацію, чи навіть пограти в ігри. Також є дитячий садок, у якому знаходяться дві групи (старша група і молодша). Є 3 магазини.
В 2020 році біля дитячого садка встановили дитячий майданчик якому діти дуже раді.
В кінці 2017 року в селі було проведено високошвидкісний Інтернет.
В Будинку культури на кожне свято проводять концерти. Юні артисти щороку беруть участь у районному святкуванні присвяченому Дню Захисту дітей.
В селі є 5 сільськогосподарських фірм, але найбільша СФВ-«Агросоюз» яка надає фінансову допомогу школі, дитячому садочку, будинку культури. Також у селі є стадіон, під час деяких свят відбуваються змагання з футболу.
Нова історія села розпочалася після Другої світової війни. Село отримало назву Поділля. Сюди приїхали переселенці із Західної України. Село почало оновлюватися. Першими приїхали сім'ї переселенців із Польщі для заселення безлюдних земельних площ Півдня України. Переселенці одержали пільги, звільнялися від податків. В 1945-50 р.р. прибула основна хвиля переселенців. В 1947 році був організований перший колгосп, який називався «П'ятирічка в 4 роки». В 1963 р. перейменований в колгосп «Україна», який очолив герой соціалістичної праці Пашковський Г. В.

## Населення

### Мова
Розподіл населення за рідною мовою за даними :
| Мова            | Кількість | Відсоток |
| --------------- | --------- | -------- |
| українська      | 775       | 92.81%   |
| російська       | 24        | 2.87%    |
| румунська       | 24        | 2.87%    |
| білоруська      | 4         | 0.48%    |
| вірменська      | 4         | 0.48%    |
| гагаузька       | 2         | 0.24%    |
| інші/не вказали | 2         | 0.25%    |
| Усього          | 835       | 100%     |